# Diamond in the Rough
Diamond in the Rough é o décimo episódio da quarta temporada da série Modern Family. O episódio será exibido originalmente pela ABC no dia 12 de novembro de 2012 nos EUA.

## Sinopse
A Equipe de beisebol de Manny e Luke inesperadamente tem a ideia de participarem de um jogo, então Claire e Cameron se esforçam para encontrar um local e decidem fazer uma reforma em um campo. Inspirados, Claire e Cam querem ajudar da maneira errada e Phil e Mitchell lutam para ver quem vai ser o cara mau para dizer que eles estão indo longe demais. Enquanto isso, Glória tenta uma técnica usando um microfone para cantar para o bebê no útero, o que definitivamente incita uma reação de Jay. 